# Vladislav Artemiev
Vladislav Michailovitsj Artemiev (Russisch: Владислав Михайлович Артемьев) (Omsk, 5 maart 1998) is een Russische schaker en een schaakwonder. Hij kreeg de titel van grootmeester (GM) in 2014. Artemiev was in 2019 de Europese kampioen.

## Schaakcarrière
Artemiev begon met schaken op zevenjarige leeftijd. Hij won de bronzen medaille in de Under 14-divisie van de Europese Jeugdkampioenschappen schaken in 2011. Hij won tweemaal de World's Youth Stars - Vanya Somov Memorial, een round-robin toernooi voor junioren in Kirishi, in 2012 en 2013. In 2013 won hij ook het Russisch juniorenkampioenschap.
Artemiev speelde voor het Russische team op de World Youth Under-16 Schaakolympiade van 2012 en 2013. Tijdens het evenement in 2012 hielp hij zijn team aan de gouden medaille en won hij ook de individuele zilveren medaille voor zijn prestaties aan bord drie. In het volgende jaar won hij met het Russisch team zilver en het individuele goud voor de beste prestatie aan boord van één (2580).
In 2014 won hij het Andranik Margaryan Memorial in Armenië en de Moscow Open F Group (Student Grandmaster Cup), een categorie 12 round-robin toernooi, met een score van 8/9 punten (+ 7-0 = 2) voor een TPR van 2869.
In maart 2015 won Artemiev het negende Georgy Agzamov- memorial in Tasjkent op weerstandspunten van Vladislav Tkachiev. In juli 2015 won hij de Russian Championship Higher League en kwalificeerde zich daardoor voor de Superfinal van het Russische kampioenschap. In dit toernooi scoorde hij 5½ pt. uit 11. Hij deed ook mee aan de Schaak Wereldbeker 2015, waar hij Surya Shekhar Ganguly versloeg in de eerste ronde voordat hij werd geëlimineerd in de tweede door Radosław Wojtaszek.
In 2016 deelde Artemiev de eerste plaats met Vidit Santosh Gujrathi en werd hij tweede op tiebreak, in het Lake Sevan-toernooi in Martuni, Armenië, en eindigde hij als tweede in het Wereldkampioenschap Junior Schaken. In oktober 2016 won hij het Russische kampioenschap Blitz Chess met een score van 18/22, tweeënhalf punten voorsprong op zijn naaste volgers, Dmitry Andreikin en Alexander Morozevich.
In september 2017 nam Artemiev deel aan de Chess World Cup 2017. Hij versloeg Benjamin Bok en Teimour Radjabov in respectievelijk ronde één en twee, maar werd daarna in de derde ronde uitgeschakeld door Daniil Dubov. In oktober won Artemiev opnieuw het Russian Blitz Championship met 15½ pt. uit 20. In december 2017 won hij de gouden medaille in het schaakevenement voor mannen van de IMSA Elite Mind Games in Huai'an, China.
In februari 2018 nam hij deel aan de Aeroflot Open. Hij eindigde als zesde van de tweeënnegentig, scoorde 6/9 (+ 4-1 = 4) en werd zo voor het eerst in zijn carrière een speler met een rating van 2700+. In december won hij het Europees Blitzkampioenschap in Skopje met een score van 18½ pt. uit 22, anderhalf punten voorsprong op de nummer twee Ivan Cheparinov.
Artemiev won de Gibraltar Masters in januari 2019, waarbij hij duidelijk eerste werd met 8½ pt. uit 10 (+7 -0 =3). Hij vertegenwoordigde Rusland tijdens het 2019 World Team Chess Championship in maart en scoorde 6½ pt. uit 8 (+5 -0 =3) toen Rusland goud won. Zijn optreden leidde ertoe dat Aleksandr Grisjtsjoek beweerde dat hij de opvolger zou kunnen zijn van de onlangs gepensioneerde Vladimir Kramnik in het Russische team. Later in dezelfde maand won Artemiev het Europees Individueel Kampioenschap in Skopje en versloeg Nils Grandelius op tiebreak, nadat beide spelers 8½ pt. uit 11 hadden gescoord.

## Opmerkelijke wedstrijden
- Vladislav Artemiev vs Denis Khismatullin, Europese Individuele Kampioenschappen (2014), King's Indian Attack (A07), 1-0
- Mikhail Kobalia vs Vladislav Artemiev, Russische teamkampioenschappen (2014), Siciliaanse verdediging: Scheveningenvariatie (B81), 0-1